# The Panic Channel
I The Panic Channel sono stati una band Alternative rock formata nel 2004 a Los Angeles in California.

## Storia
Il gruppo è formato dagli ex membri dei Jane's Addiction: Dave Navarro (che ha suonato in band come Deconstruction e Red Hot Chili Peppers), Stephen Perkins e Chris Chaney, insieme al cantante Steve Isaacs ex dj di MTV. Il nome della band indica lo stato di panico e paranoia indotto dai media.

In una intervista Dave Navarro ha dichiarato:
Una rete che mostrasse solo isteria e panico sarebbe la più vista di tutta la TV.»
Il primo album della band è (ONe), pubblicato il 15 agosto 2006 dalla Capitol Records, inoltre le parentesi in (ONe) stanno a indicare tutto ciò che è tenuto insieme in questa "era del panico".
Attualmente la band ha pubblicato due singoli: "Why Cry" singolo per le radio e "Teahouse of the Spirits" singolo per internet. Sia "She Won't Last" che "Bloody Mary" possono essere ascoltate sul sito Myspace della band.

## Formazione
- Steve Isaacs – voce, chitarra
- Dave Navarro – chitarra
- Chris Chaney – basso
- Stephen Perkins – batteria

## Discografia
- 2006 - (ONe)